# Best Way Gap
Best Way Gap är ett bergspass i Antarktis. Det ligger i Östantarktis. Australien gör anspråk på området. Best Way Gap ligger 27 meter över havet. Det ligger vid sjön Shield Lake.
Terrängen runt Best Way Gap är platt. Trakten är glest befolkad. Närmaste befolkade plats är Davis Station, 13,0 kilometer väster om Best Way Gap. 